# Джо Перрі (гравець у снукер)
Джо́ Пе́ррі (англ. Joe Perry,нар. 13 серпня 1974) — англійський професіональний гравець в снукер.

## Кар'єра
Найкращим досягненням Перрі поки що залишається фінал European Open 2001. У 2004 році Перрі вперше за 13 років професійної кар'єри вийшов у чвертьфінал чемпіонату світу; на тому ж турнірі він зробив вищий для себе брейк у 145 очок . У 2002 рік англієць вперше потрапив до Топ-16 снукеристів, а у 2009 досяг найвищого для себе рейтингу.
У 2004 та 2005 роках Перрі ставав півфіналістом чемпіонату Великої Британії, але обидва рази поступався не дуже сильним суперникам.
У сезоні 2007/2008 Джо Перрі двічі доходив до чвертьфіналу (на Гран-прі та відкритому чемпіонаті Уельсу). Він також досяг 1/8 фіналу на чемпіонаті Великої Британії і виграв кваліфікаційний турнір на участь у Прем'єр-лізі (Championship League). На чемпіонаті світу 2008 року Перрі дійшов до півфіналу, де програв Аллістеру Картеру з рахунком 15:17.
У сезоні 2008/2009 найкращим досягненням Джо став чвертьфінал чемпіонату Великої Британії.
Джо Перрі входить до «Клуб 100», маючи на своєму рахунку близько 130 сенчурі-брейків. На набір ста сенчурі у Перрі пішло 17 сезонів.

## Досягнення в кар'єрі
- European Open фіналіст - 2001
- Чемпіонат світу півфінал - 2008
- Championship League переможець - 2008

## Місця в світовій табелі про ранги
| Сезон                       | Місце |
| --------------------------- | ----- |
| 1991/92                     | Дебют |
| 1992/93                     | -     |
| 1993/94                     | 327   |
| 1994/95                     | 265   |
| 1995/96                     | 195   |
| 1996/97                     | 166   |
| 1997/98                     | 123   |
| 1998/99                     | 74    |
| 1999/00                     | 34    |
| 2000/01                     | 31    |
| 2001/02                     | 27    |
| 2002/03                     | 13    |
| 2003/04                     | 16    |
| 2004/05                     | 20    |
| 2005/06                     | 14    |
| 2006/07                     | 18    |
| 2007/08                     | 18    |
| 2008/09                     | 12    |
| 2009/10                     | 12    |
| 2010/11                     | 19    |
| 2010/11. 1-й перерахунок    | 27    |
| 2010/11. 2-й перерахунок    | 32    |
| 2010/11. Третій перерахунок | 30    |
| 2011/12                     | 27    |
| 2011/12. 1-й перерахунок    | 27    |
| 2011/12. 2-й перерахунок    | 26    |
| 2011/12. Третій перерахунок | 25    |